# Wheatland (Missouri)
Wheatland è un comune degli Stati Uniti d'America, situato nello Stato del Missouri, nella contea di Hickory.